# 汉口花旗银行大楼旧址
花旗银行大楼是美资花旗银行在中国汉口建造的分行大楼，位于汉口英租界华昌街（青岛路）江滩，西侧紧邻太古洋行大楼，东侧隔路就是汇丰银行大楼。这幢大楼建造于1919—1922年，地面有5层，钢筋混凝土结构，建筑面积6153平方米。设计者是美国建筑师亨利·墨菲（Henry Murphy）。建筑风格属于简化的古典主义式样，立面三段式构图，2—4层为中段，设贯通3层的6根大型圆柱。1991年被公布为湖北省文物保护单位。现为中国工商银行。

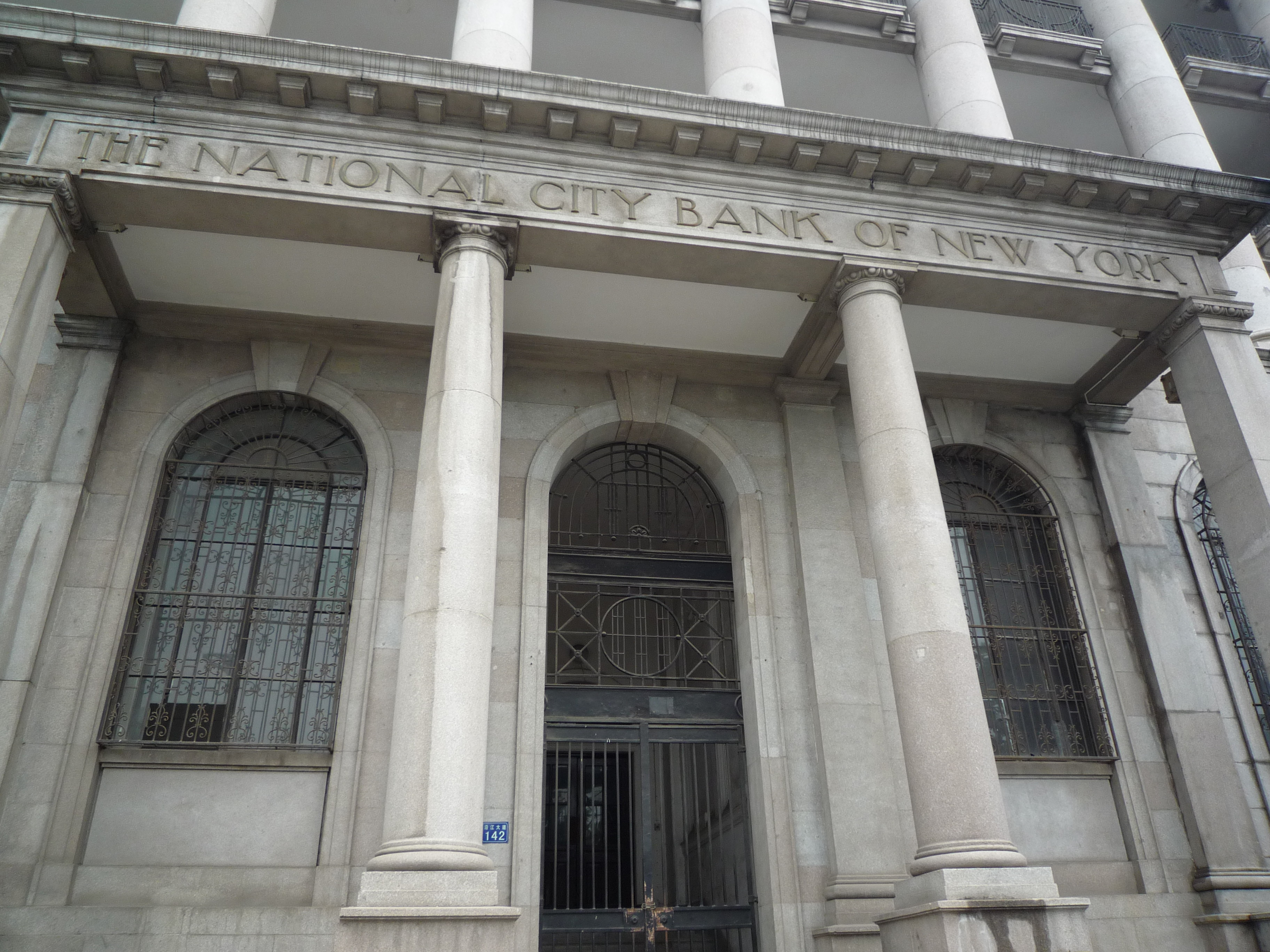